# Gebhard Müller
Gebhard Müller, född 17 april 1900 i  Füramoos, kungariket Württemberg, död 7 augusti 1990 i Stuttgart, tysk politiker (CDU) och jurist, statspresident i Württemberg-Hohenzollern 1948-1952, ministerpresident i Baden-Württemberg 1953-1958, domare vid Bundesverfassungsgericht 1958-1971.
En folkomröstning efter Västtysklands självständighet ledde fram till att Württemberg-Hohenzollern upphörde och blev en del av den nya större delstaten Baden-Württemberg. De ledande förordarna för en sammanslagningen var Württemberg-Badens ministerpresident Reinhold Maier och Gebhard Müller. Sammanslagningen, som ledde till en konservativ CDU-ledd koalition under Müller, förblev emellertid kontroversiell med kulturella och politiska motsättningar mellan mer traditionella badare och württembergare under flera årz Frågan löstes slutligen genom en folkomröstning 1970 där över 80 % stödde de då sedan länge etablerade gränserna. Müller behöll makten till 1959, då han utsågs till chefsdomare i den då i Karlsruhe, i delstaten lokaliserade författningsdomstolen.
Som regeringschef i den provisoriska delstaten Württemberg-Hohenzollern skrev Müller i februari 1949 under den sista dödsdomen att verkställas i den västtyska ockupationszonen, undantaget Västberlin (som lydde under andra lagar under hela Tysklands delning, och där en halshuggning verkställdes senare under samma år) och avrättningar beordrade av rena krigsförbrytartribunaler, vilka fortsatte fram till och med 1951. Västtysklands grundlag som antogs 1949 förbjöd dödsstraff i hela förbundsrepubliken, vilket sedan 1990 gäller även i Berlin och det tidigare DDR.